# Thomson TO7-70

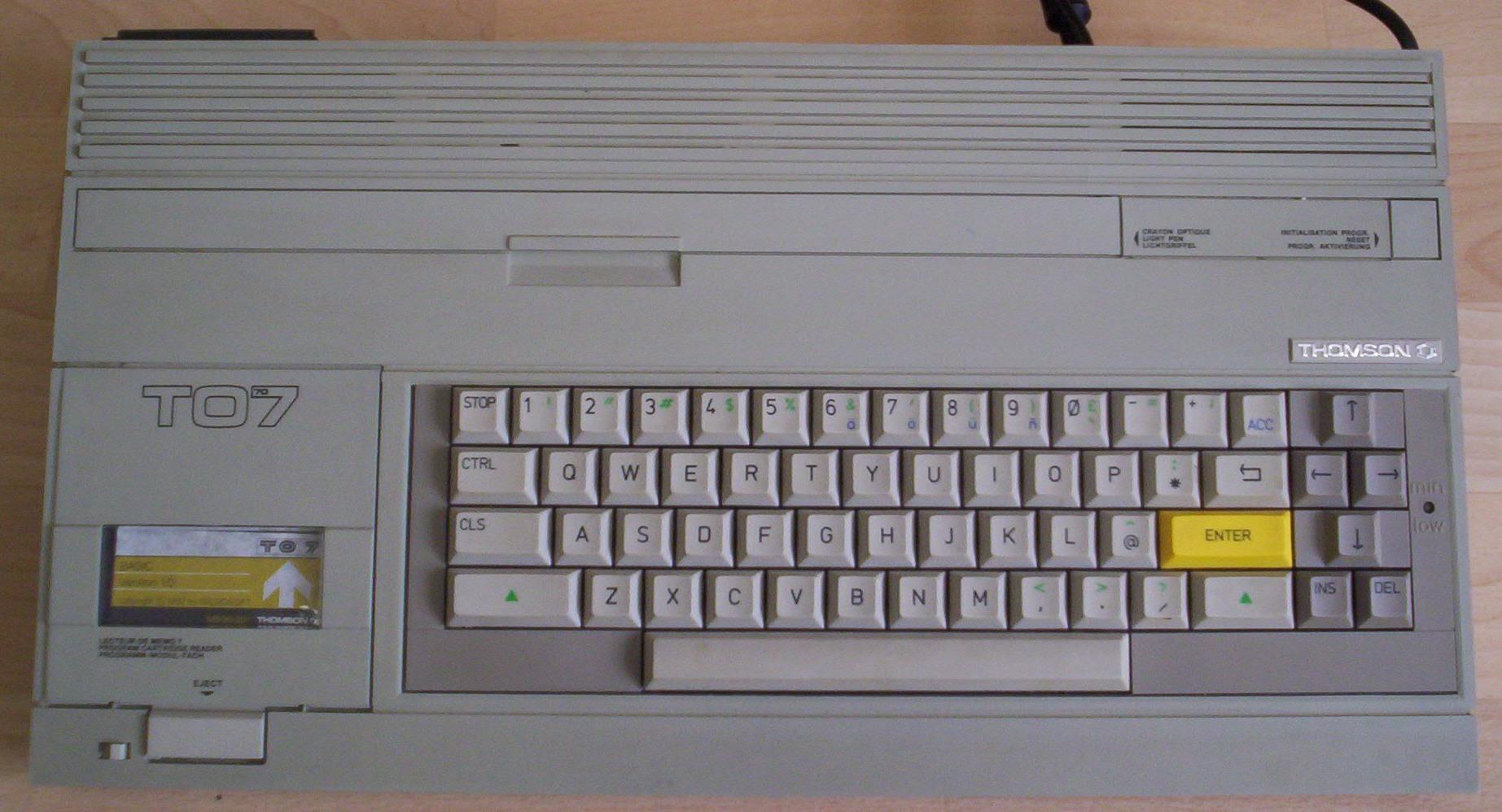
Thomson TO7-70

Der Thomson TO7-70 war ein Heimcomputer aus Frankreich, der in Deutschland nur gering verbreitet war. Er war der Nachfolger des Thomson TO7.
Als Besonderheit war unter einer Klappe oberhalb der Tastatur ein Lichtgriffel untergebracht. Dieser wurde sogar vom Betriebssystem von Anfang an unterstützt. So konnte man mit ihm gleich nach dem Anschalten, je nach eingelegten Modulen und angeschlossenen Peripheriegeräten, zwischen verschiedenen Menüpunkten (z. B. Lichtgriffel kalibrieren, BASIC oder Kassette) auswählen. Links neben der Tastatur war ein Schacht für Steckmodule, welcher durch eine Klappe geschützt war. Diese wurde durch einen Drucktaster geöffnet und ließ sich gegen unbeabsichtigtes Öffnen durch einen Schiebeschalter verriegeln. Eine Programmiersprache war nicht eingebaut, jedoch war ein BASIC-Modul im Lieferumfang enthalten.

## Technische Daten
- Erscheinungsjahr: 1985
- Hersteller: Thomson
- Prozessor: Motorola 6809E, 1 MHz
- ROM: 6 KB
- RAM: 48 KB (erweiterbar auf 112 KB)
- VRAM: 16 KB
- Betriebssystem: eigenes
- Text: 40 × 25
- Grafik: 320 × 200
- Farben: 16
- Ton: mono
- Schnittstellen: 3 × Systembus, Speicherbus, Steckmodul, Kassette, Audio, Video, HF-Modulator